# 加藤修一 (陸上選手)
加藤 修一（かとう しゅういち）は、日本の陸上競技選手。専門は円盤投。宮城県出身。宮城県栗原農業高等学校（統廃合により現在は宮城県迫桜高等学校）、日本体育大学体育学部卒業。

## 来歴
1986年、インターハイで円盤投に出場。50m48をスローし、後に十種競技で日本記録を樹立する金子宗弘に次ぐ2位に入る。高校卒業後は日本体育大学に入学。1989年、1990年と2年連続で日本インカレを制する。1989年の日本選手権では3位に入賞している。大学卒業後は岩手県教員となり、岩手県立遠野高等学校情報ビジネス校教諭などを務める。1991年から3年連続で日本選手権3位に入る。なかなか優勝に手が届かずにいたが、1998年の日本選手権で初優勝を果たした。同年、岩手日報文化賞を受賞した。

## 関連人物
- 畑山茂雄
- 中林将浩
- 川崎清貴